# Redžep Redžepovski
Redžep Redžepovski   () és un boxejador macedoni, ja retirat, que va competir sota bandera de Iugoslàvia, guanyador d'una medalla olímpica.
El 1984 va prendre part en els Jocs Olímpics d'Estiu de Los Angeles, on va guanyar la medalla de plata en la categoria del pes mosca del programa de boxa. Va perdre la final contra l'estatunidenc Steve McCrory.